# Arrenurus zeugicornis
Arrenurus zeugicornis är en kvalsterart som beskrevs av Cook 1976. Arrenurus zeugicornis ingår i släktet Arrenurus och familjen Arrenuridae. Inga underarter finns listade i Catalogue of Life.